# My Own Worst Enemy
My Own Worst Enemy (no Brasil: Meu Próprio Inimigo) é uma série de televisão estadunidense estrelada por Christian Slater e exibida originalmente pela NBC. No Canadá, a série foi exibida pela Global. Em 2012, a série foi adquirida pela Rede Record e estreou em 6 de fevereiro do mesmo ano.

## Enredo
Henry Spivey é um simples trabalhador da classe média, que mora no subúrbio com sua mulher, Angie, seus dois filhos, um cachorro e uma mini-van. Edward Albright é um eficiente agente que fala nove línguas e é treinado para matar. Albright trabalha na Janus Headquarters para Mavis Heller, uma mulher firme e extremamente inteligente. Henry e Edward são pólos opostos que dividem uma única coisa – o mesmo corpo. Quando um muro cuidadosamente construído entre eles começa a ruir, Henry e Edward são confinados em um território nada familiar onde cada homem está perigosamente fora de seu elemento.

## Elenco
- Christian Slater como Edward Albright / Henry Spivey
- Mädchen Amick como Angie Spivey
- Bella Thorne como Ruthy Spivey
- Taylor Lautner como Jack Spivey
- Saffron Burrows como Dr. Norah Skinner
- Alfre Woodard como Mavis Heller
- Mike O'Malley como Raymond Carter / Tom Grady

## Lista de episódios
| N° do episódio | Título                                                | Direção               | Roteiro                                       | Data de transmissão original | Telespectadores do EUA (em milhões) |  |
| -------------- | ----------------------------------------------------- | --------------------- | --------------------------------------------- | ---------------------------- | ----------------------------------- |  |
| 1              | Breakdown                                             | David Semel           | Jason Smilovic                                | 13 de outubro de 2008        | 7.3                                 |  |
|                |                                                       |                       |                                               |                              |                                     |  |
| 2              | The Hummingbird                                       | Félix Enríquez Alcalá | Jason Smilovic                                | 20 de outubro de 2008        | 5.7                                 |  |
|                |                                                       |                       |                                               |                              |                                     |  |
| 3              | Hello, Henry                                          | Bryan Spicer          | Tyler Mitchell                                | 27 de outubro de 2008        | 5.2                                 |  |
|                |                                                       |                       |                                               |                              |                                     |  |
| 4              | That Is Not My Son                                    | Fred Keller           | Courtney Kemp Agboh & Kim Clements            | 10 de novembro de 2008       | 4.2                                 |  |
|                |                                                       |                       |                                               |                              |                                     |  |
| 5              | The Night Train to Moscow                             | David Semel           | Rafe Judkins & Lauren LeFranc                 | 17 de novembro de 2008       | 3.9                                 |  |
|                |                                                       |                       |                                               |                              |                                     |  |
| 6              | High Crimes and Turducken                             | Adam Kane             | Mark Rosner                                   | 24 de novembro de 2008       | 3.8                                 |  |
|                |                                                       |                       |                                               |                              |                                     |  |
| 7              | Down Rio Way                                          | Michael Watkins       | Rafe Judkins & Daniel Knauf                   | 1 de dezembro de 2008        | 4                                   |  |
|                |                                                       |                       |                                               |                              |                                     |  |
| 8              | Love In All the Wrong Places                          | Gwyneth Horder-Payton | Scott Murphy                                  | 8 de dezembro de 2008        | 4.9                                 |  |
|                |                                                       |                       |                                               |                              |                                     |  |
| 9              | Henry and the Terrible, Horrible No Good Very Bad Day | David Straiton        | Rafe Judkins, Lauren LeFranc & Tyler Mitchell | 15 de dezembro de 2008       | 4.08                                |  |
|                |                                                       |                       |                                               |                              |                                     |  |

## Lançamento em DVD
A série completa foi lançada no dia 21 de abril de 2009 pela Universal Studios Home Entertainment em Região 1, com os nove episódios distribuídos em dois discos.